# Crematogaster cerasi

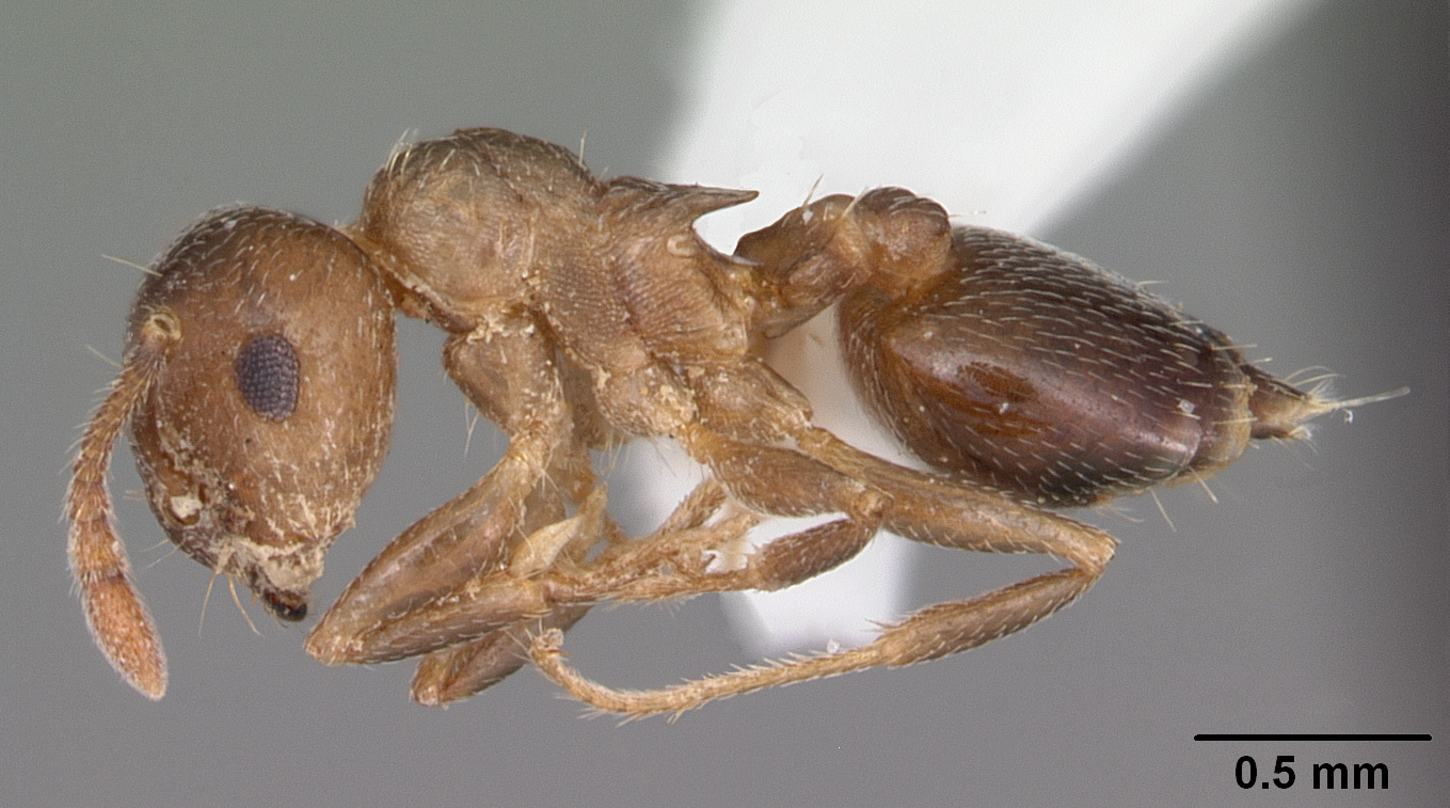
Рабочий муравей (вид сбоку)

Crematogaster cerasi (лат.) — вид муравьёв рода Crematogaster из подсемейства Myrmicinae (Formicidae). Канада, Мексика, США.

## Описание
Отличаются пунктированными боками переднегрудки и бороздчатым дорзумом груди. Мелкие муравьи (рабочие имеют длину около 4 мм, матки крупнее). Проподеальные шипики на заднегрудке развиты. Усики 11-члениковые. Голова субквадратная. Стебелёк между грудкой и брюшком состоит из двух члеников: петиолюса и постпетиолюса (последний четко отделен от брюшка), жало развито, куколки голые (без кокона). Характерна возможность откидывать брюшко на спину при распылении отпугивающих веществ. Таксон был впервые описан как подвид в 1855 году под первоначальным названием Myrmica cerasi Fitch, 1855.
Один из наиболее обычных видов рода Crematogaster в засушливых биотопах Нью-Мексико. Обычно гнездится под камнями или корнями; половые особи появляются с мая по август. Рабочие появляются на Opuntia spp. Семьи могут быть полигинными. Несколько раз обнаруживались в одном гнезде с муравьями Camponotus festinatus.

## Самка

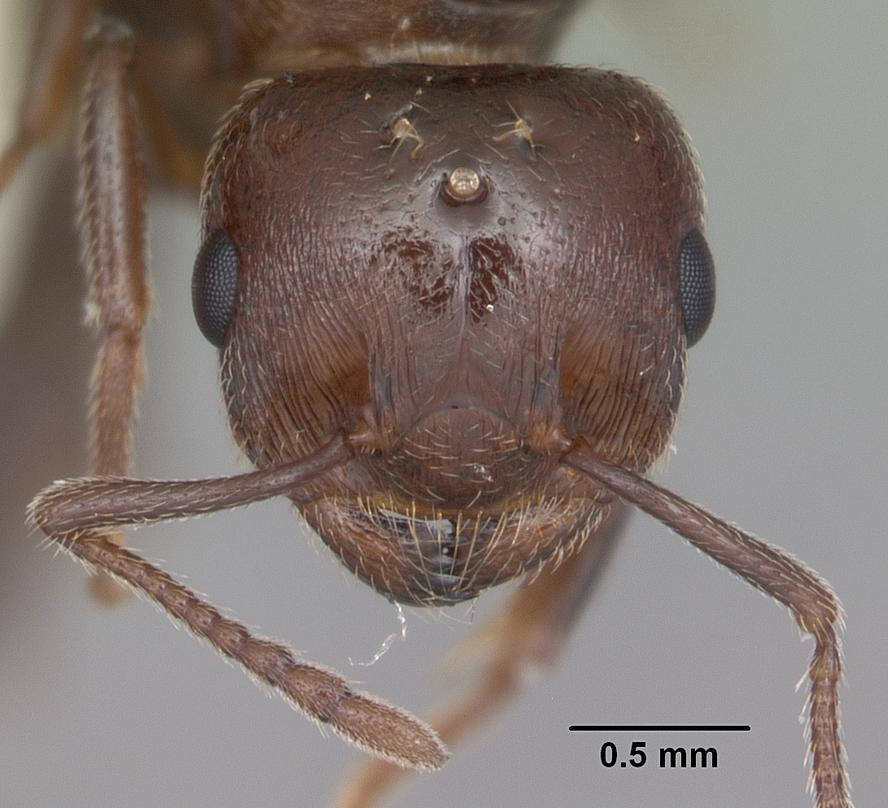
Голова
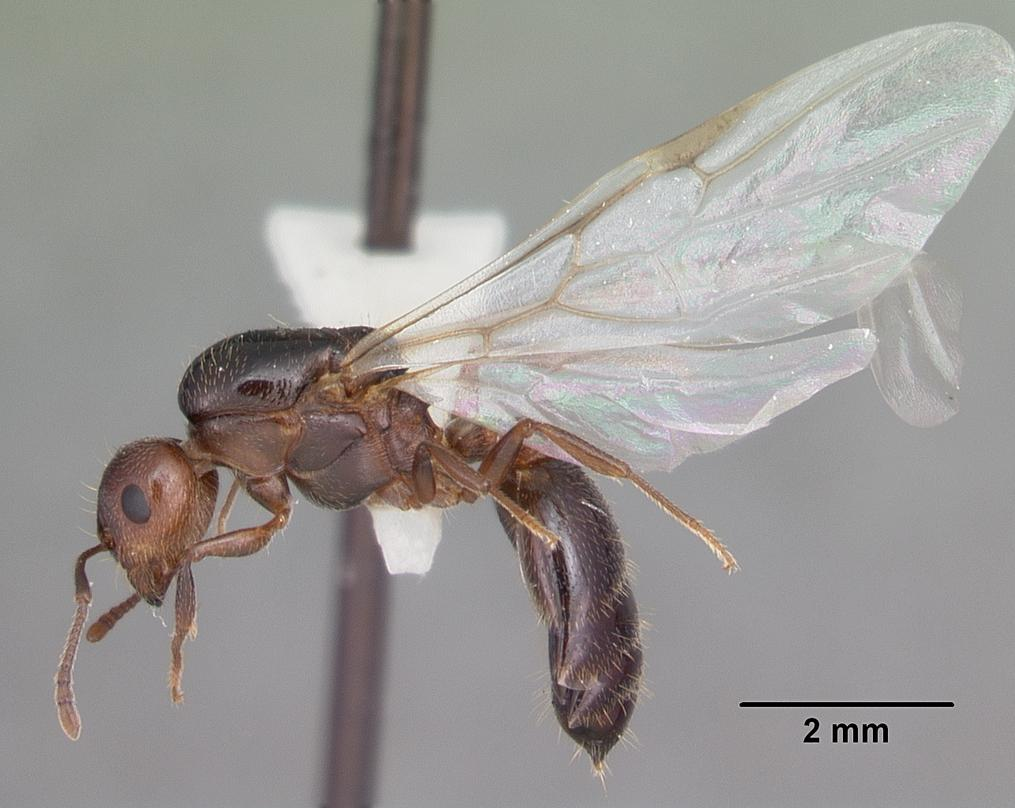
Вид сбоку
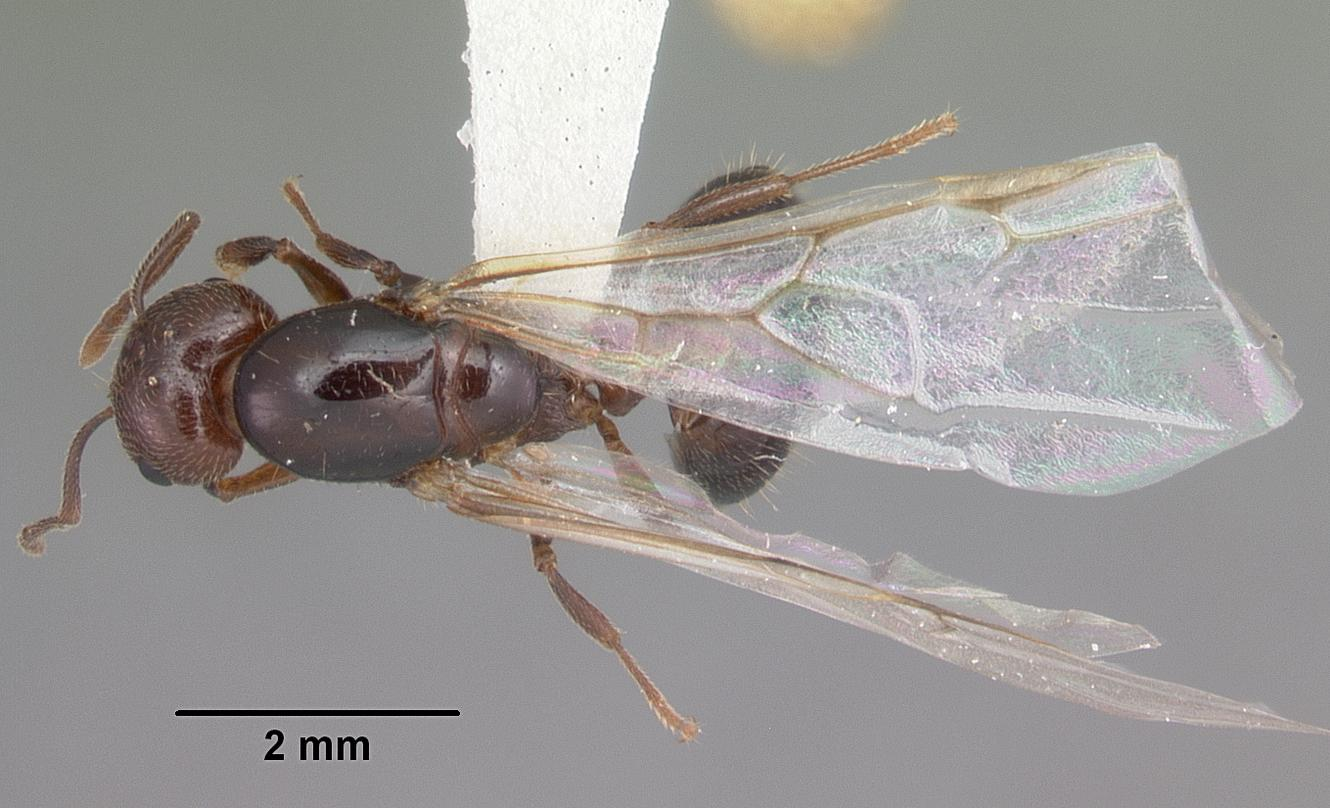
Вид сверху